# クルゼイロ航空
クルゼイロ航空（クルゼイロこうくう、Serviços Aéreos Cruzeiro do Sul）は、ブラジルの航空会社。1993年にヴァリグ・ブラジル航空に吸収合併されて消滅した。

## 概要

### 設立

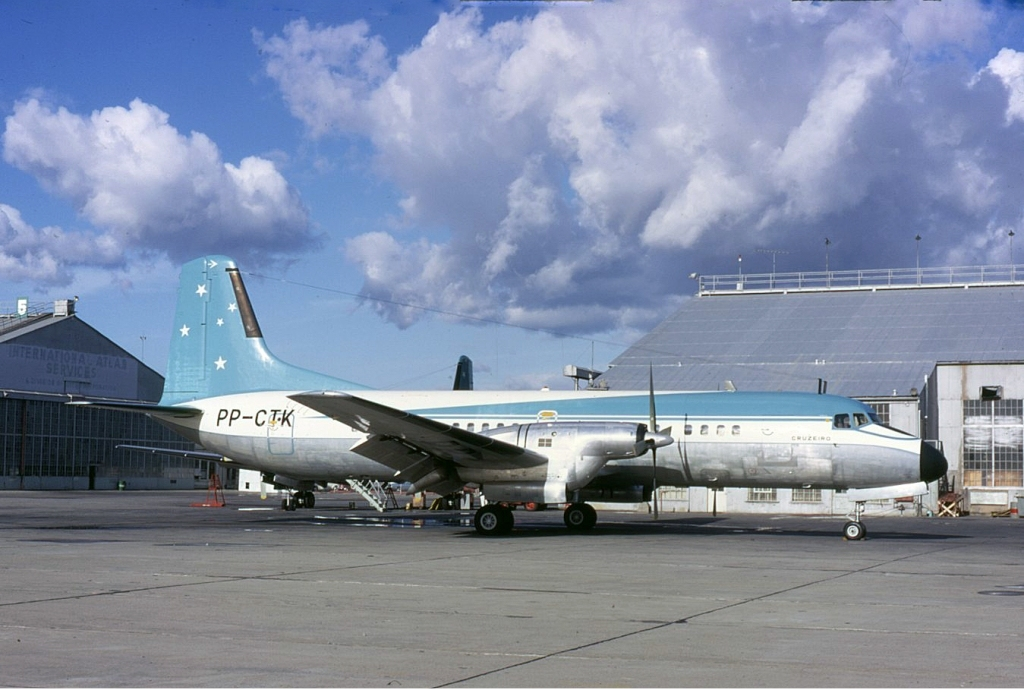
NAMC YS-11型機

1926年に、ブラジル南部の大都市であるポルトアレグレをベースに、ブラジル南部に多かったドイツ系移民からの資金を得て設立された「シンディカート・コンドル航空（Syndicato Condor）」がその前身である。設立後よりブラジル南部を中心とした国内線をドイツ製のユンカース Ju-52などにより運航したほか、アルゼンチンやボリビアなどの近隣諸国への国際線も運航した。
その後1939年9月に勃発した第二次世界大戦中には、ブラジルがアメリカの圧力を受けて1942年に連合国側について参戦したために、ブラジル政府の指示によりドイツ系の経営陣を一掃し「セルビソス・アエレオス・コンドル航空（Serviços Aéreos Condor）」と改名し、さらに1943年にクルゼイロ航空と改名した。なお、社名の「Cruzeiro do Sul」はポルトガル語で南十字星のことである。

### 拡大

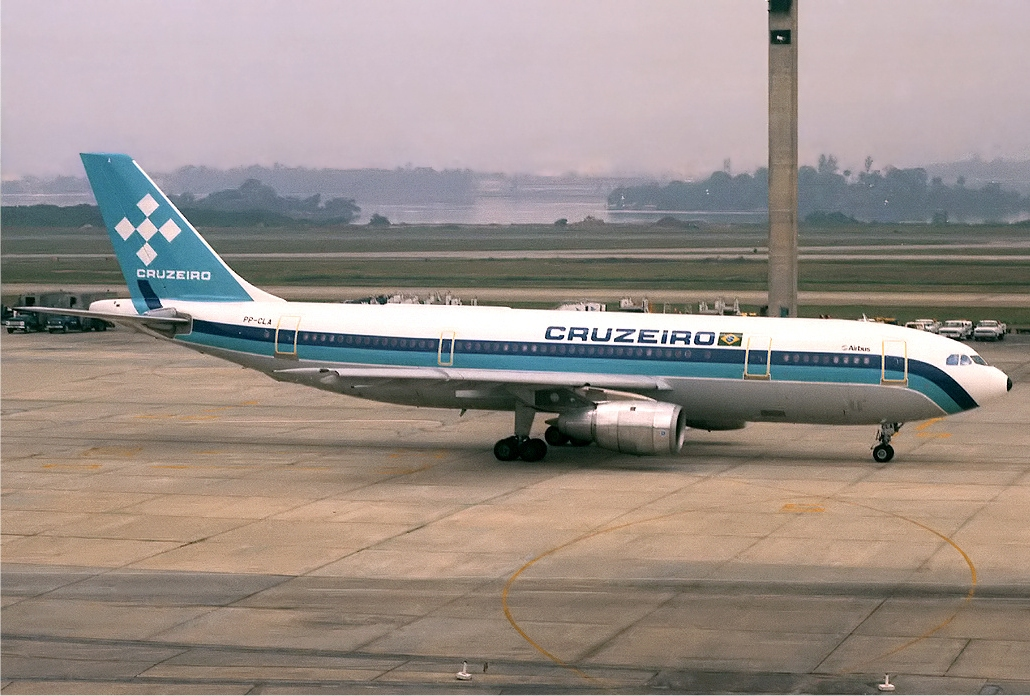
エアバスA300型機

第二次世界大戦後は、ダグラス DC-3やDC-4、コンベア440を導入し急増する航空需要に対応した。1960年代に入るとシュド・カラベルや日本航空機製造YS-11を導入し、サンパウロ-リオ・デ・ジャネイロ間のシャトル便などの国内の主要路線に投入した。
1970年代に入るとボーイング737やボーイング727などの中型ジェット旅客機を導入し、主要路線の完全ジェット化を進め、さらにアルゼンチンやボリビア、ウルグアイなどの近隣諸国への国際線も拡張し、ヴァリグブラジル航空とVASP航空に次ぐ国内第3位の航空会社になった。

### 吸収合併
その後1975年には、ブラジル最大の航空会社であるヴァリグブラジル航空の事実上の傘下に入った。1979年には初のワイドボディ機であるエアバスA300を独自に導入するなど、その後もブランド名は残しつつ、ヴァリグブラジル航空を補佐する形で国内外（国際線は中近距離のみ）の路線を運航していた。しかし、1993年1月にヴァリグブラジル航空に完全に吸収合併され消滅した。

## 運航機材

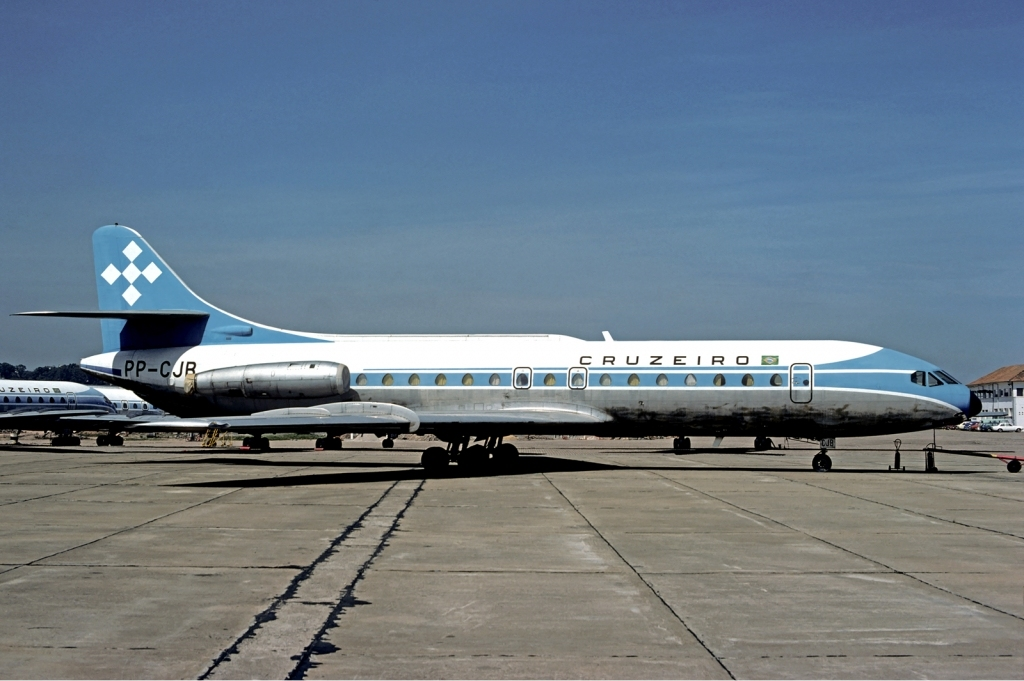
シュドSE210カラベル型機

- ボーイング727-100
- ボーイング737-200
- エアバスA300B4
- 日本航空機製造YS-11
- シュドSE210カラベル
- ダグラスDC-3
- ダグラスDC-4
- ユンカースJu-52

## 主な就航地

### 国内

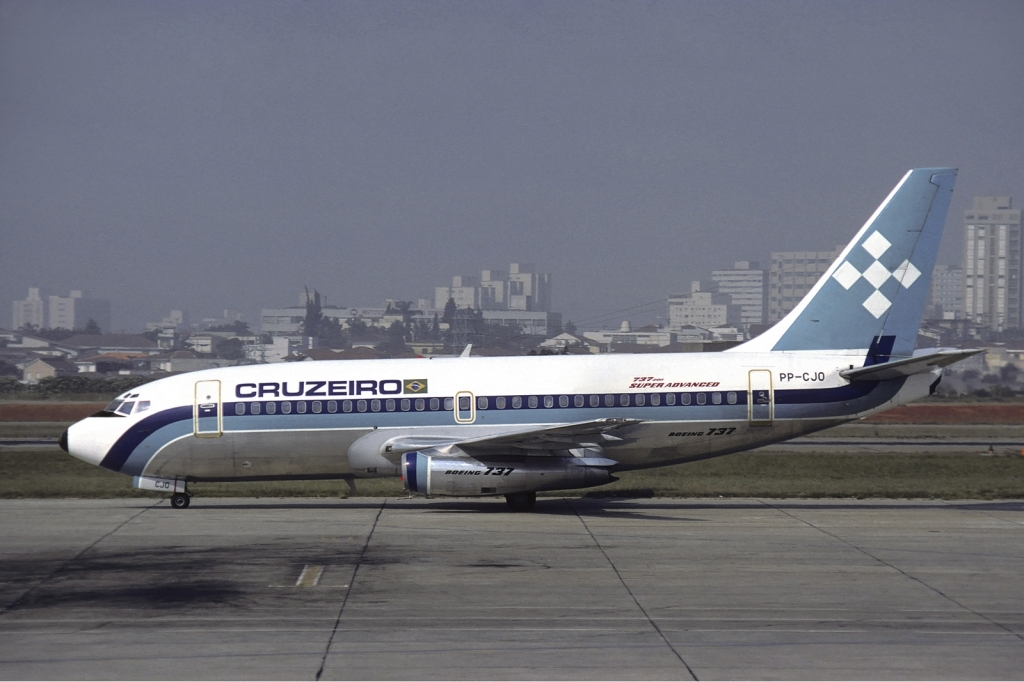
ボーイング737-200

- サンパウロ（コンゴニアス国際空港、グアルーリョス国際空港）
- リオ・デ・ジャネイロ（ガレオン国際空港）
- クリチバ
- ベロオリゾンテ
- レシフェ
- ポルトアレグレ
- ブラジリア
- マナウス
- サルバドール
- フォルタレーザ

### 国際線
- ブエノスアイレス
- モンテビデオ
- ラパス
- サンタ・クルス・デ・ラ・シエラ
- サンティアゴ
- カラカス